# Gudmund Strömwall
Sven Gudmund Strömwall, född 7 augusti 1704 på Strömma i Lidhults socken, Kronobergs län, död 7 januari 1752 i Odensjö socken, var en svensk pedagog och präst.
Han studerade vid Lunds universitet och Greifswalds universitet och promoverades 1733 till filosofie magister. År 1738 prästvigdes han och blev adjunkt i Hedvig Eleonora församling i Stockholm och predikant vid Rymanska fattighuset. År 1742 blev han kyrkoherde i Odensjö.
I Greifswald disputerade han på an avhandling som totalt nedgjorde Johann Hübners verk om Sveriges geografi. Genom denna gärning blev han betraktad som en stor vetenskapsman och svensk patriot. Han reagerade också mot latinets dominans vid utbildningen av svensk ungdom. Enligt honom skulle man också gå från det enkla till det sammansatta för att underlätta inlärning. Onyttiga kunskaper skulle utmönstras. Genom boken En lättnad och förbättrad lärdoms-wäg, uti hwilken alla lärda wetenskaper afhandlas (1739) befäste han sin plats i den svenska pedagogikens historia.